# 金永伟
金永伟（1971年4月—），男，汉族，浙江东阳人，中华人民共和国政治人物。现任天津市政协常委，民进中央秘书长，民进天津市委副主委。第十三、十四届全国政协委员。